# Miss Atlántico Internacional 2015
Miss Atlántico Internacional 2015 fue la 21.ª edición del concurso Miss Atlántico Internacional el cual se realizó en Punta del Este, Uruguay, el 10 de febrero de 2015. Participaron 12 concursantes de diferentes países que se disputaron el título ostentado por la española Mireia Lalaguna, Miss Atlántico Internacional 2014, quien coronó como su sucesora a Reyna Prescott de Panamá como Miss Atlántico Internacional 2015 al finalizar el evento.

## Resultados
| Posiciones                        | Delegada                  |
| --------------------------------- | ------------------------- |
| Miss Atlántico Internacional 2015 | - Panamá - Reyna Prescott |
| Primera finalista                 | - España - Paula Gual     |
| Segunda finalista                 | - Brasil - Waleska Eurich |

### Premios Especiales
| Resultado Final         | Candidata                         |
| ----------------------- | --------------------------------- |
| Mejor Traje Nacional    | - Paraguay - Ana Villagra         |
| Mejor Traje de Fantasía | - México - Catherine de la Fuente |
| Miss Simpatía           | - Paraguay - Ana Villagra         |
| Miss Fotogénica         | - Argentina - Katerine Pezzali    |
| Miss Internet           | - México - Catherine de la Fuente |

## Candidatas
12 candidatas participaron de la edición 29 del concurso:
| País/Territorio | Candidata              | Edad | Estatura (m) |
| --------------- | ---------------------- | ---- | ------------ |
| Argentina       | Katerine Pezzali       | 20   | 1,70         |
| Bolivia         | Vania Rivas            | 21   | 1,74         |
| Brasil          | Waleska Eurich         | 25   | 1,78         |
| Chile           | Tania Pérez            | 26   | 1,70         |
| Ecuador         | María José Gutiérrez   | 24   | 1,76         |
| España          | Paula Gual             | 27   | 1,80         |
| Guatemala       | Jerly Divas            | 20   | 1,70         |
| México          | Catherine de la Fuente | 16   | 1,70         |
| Panamá          | Reyna Prescott         | 22   | 1,78         |
| Paraguay        | Ana Villagra           | 20   | 1,78         |
| Uruguay         | Viviana Pérez          | 20   | 1,66         |
| Venezuela       | Verónika Pesic         | 22   | 1,75         |

### Retiros
- Nicaragua
- República Dominicana
- Colombia
- Perú

### Regresos
- Bolivia
- Guatemala
- México

## Títulos Obtenidos
Miss Argentina:
- 2014:  Argentina - Katherine Pezzali (Miss Argentina & Miss Atlántico Internacional Argentina)

Miss Top Model Of the Word Argentina:
- 2014:  Argentina - Katherine Pezzali (Miss Fotogénica)

Reina das Praias do Paraná:
- 2014:  Brasil - Waleska Eurich (Reina)

Reina das Praias do Brasil:
- 2014:  Brasil - Waleska Eurich (Reina)

Reina Belleza de España:
- 2014:  España - Paula Gual (Reina Belleza Elegancia)

Miss Elegance Guatemala:
- 2014:  Guatemala - Jerly Divas (Finalista)

Miss Atlántico Internacional Guatemala:
- 2014:  Guatemala - Jerly Divas (Miss Atlántico Internacional Guatemala)

Miss Atlántico Panamá :
- 2014:  Panamá - Reyna Prescott (Miss Atlántico Panamá 2014 & Miss Elegancia)

Miss San Pedro:
- 2014:  Paraguay - Ana Villagra (Miss San Pedro)

Reina de la Vendimia:
- 2014:  Uruguay - Viviana Pérez (Princesa)

Diosa del Verano:
- 2014:  Uruguay - Viviana Pérez (Diosa del Verano)

Reina del Lago:
- 2014:  Uruguay - Viviana Pérez (Reina)

Miss Río de la Plata:
- 2014:  Uruguay - Viviana Pérez (Vice-Reina)

Miss Aragua:
- 2014:  Venezuela - Verónika Pesic (Finalista)

Miss Paraná:
- Miss Paraná 2013:  Brasil - Waleska Eurich (Primera Princesa)

Miss Bikini Universe:
- 2013:  Brasil - Waleska Eurich (Finalista)

Miss CN Models Search:
- 2013:  Ecuador - María José Gutiérrez (Segunda Finalista)

Miss Teen Tabasco:
- 2013:  México - Catherine de la Fuente (Ganadora)

Miss Turismo Latino Panamá:
- 2013:  Panamá - Reyna Prescott (Miss Puntualidad & Segunda Finalista)

Miss Universitaria:
- 2013:  Paraguay - Ana Villagra (Miss Universitaria)

Reina del Carnaval de Cochabamba:
- 2012:  Bolivia - Vania Rivas (Tercera Finalista)

Miss Model of de World:
- 2012:  Ecuador - María José Gutiérrez (Finalista)

Miss Fundación Tabasco:
- 2012:  México - Catherine de la Fuente (Ganadora)

Señorita Estudiantil Tabasco:
- 2011:  México - Catherine de la Fuente (Ganadora)

Miss American Model:
- 2007:  Venezuela - Verónika Pesic (Miss American Model)